# John Charles Olmsted

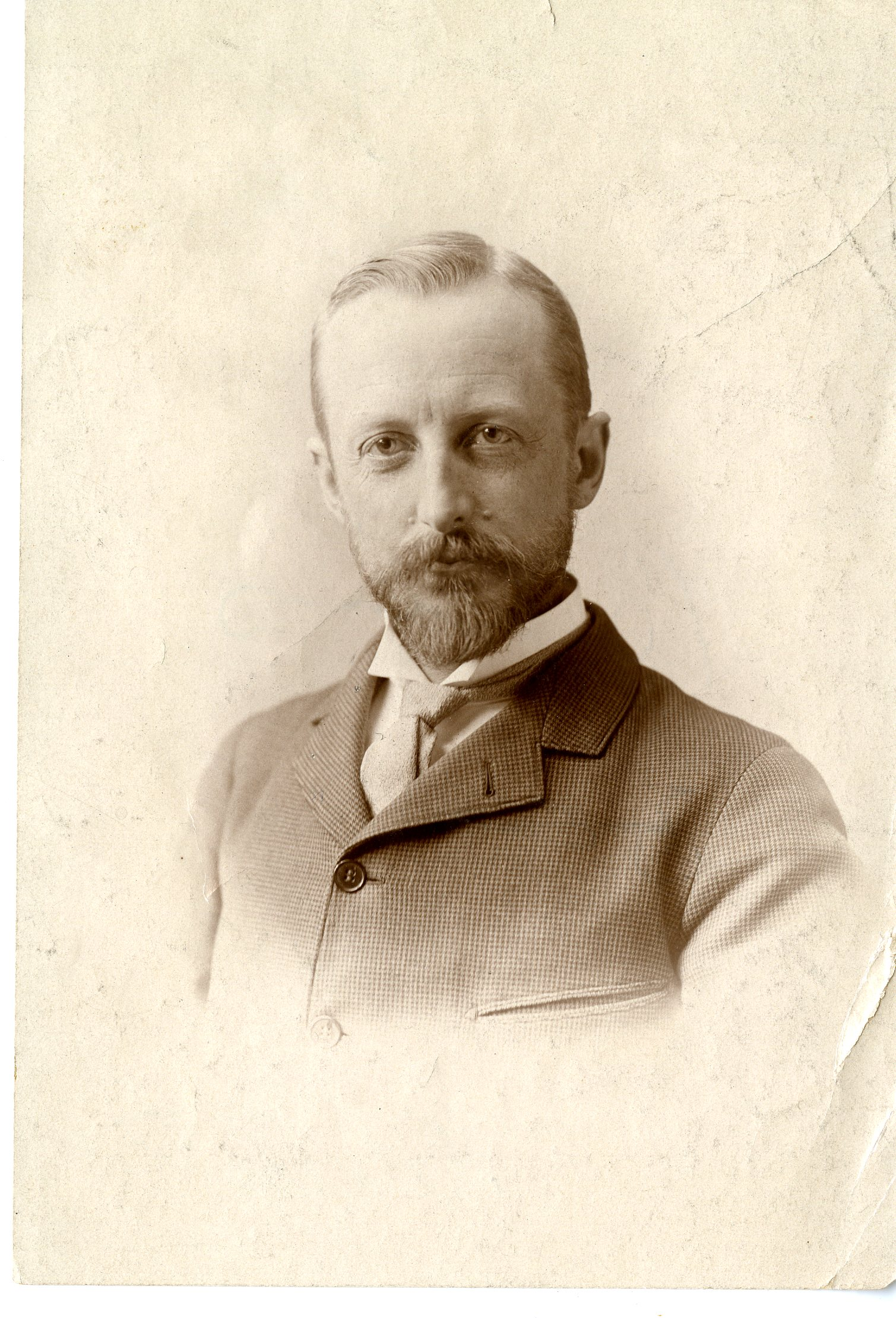
John Charles Olmsted

John Charles Olmsted (* 1852 in Vandeuvre, Schweiz; † 1920) war der Neffe und Adoptivsohn von Frederick Law Olmsted und war ebenso wie dieser ein bekannter US-amerikanischer Landschaftsarchitekt. Mit seinem Stiefbruder Frederick Law Olmsted, Jr. gründete er das auf Landschaftsgestaltung spezialisierte Unternehmen Olmsted Brothers in Brookline. Das Unternehmen wurde durch die Gestaltung vieler Stadtparks, College Campus und anderer öffentlicher Orte bekannt. Über 40 Jahre lang arbeitete John Olmsted in seinem Beruf und hinterließ bis heute sichtbare Spuren in der US-amerikanischen Stadtlandschaft.

## Frühes Leben
Die Kindheit und Jugend von John Charles Olmsted waren gefüllt mit außergewöhnlichen und zum Teil traumatischen Ereignissen, die seine spätere schüchterne Persönlichkeit sowie seine breit gestreuten Interessen formten. Er wurde im Jahr 1852 im schweizerischen Vandeuvre bei Genf als Sohn von Dr. John Hull Olmsted und Mary Cleveland Perkins Olmsted geboren. Im Alter von fünf Jahren hatte er bereits zweimal den Atlantik überquert und seinen Vater durch Tuberkulose verloren. 1859 adoptierte ihn sein Onkel Frederick Law Olmsted und brachte sein Leben in geordnetere Bahnen.
Doch die wackelige Stabilität der Situation wurde schnell unterbrochen – zuerst durch den Sezessionskrieg, in dessen Zuge sein Stiefvater mit seiner Familie im Jahr 1862 nach Washington, D.C. zog, und später durch einen weiteren Umzug nach Mariposa in Kalifornien, wo Frederick Law Olmsted von 1863 bis 1865 eine Goldschürfoperation leitete. Durch die Aufenthalte mitten im Yosemite-Nationalpark und umgeben von Mammutbäumen lernte John Charles, die Landschaft durch ihre Flora und Fauna sowie durch Fossilien und Mineralien zu lesen. Dies legte den Grundstein für die Fähigkeiten, die sich bei seinen späteren Arbeiten als sehr wertvoll erwiesen.

## Karriere
John Olmsted führte die Planungen fort, die sein Vater begonnen hatte, und übertrug dessen Arbeiten im Raum um Boston auf neue Städte wie Portland in Maine, Portland in Oregon, Seattle, Spokane, Dayton und Charleston. In diesen Städten war er der erste, der eine umfassende Planungsphilosophie im Hinblick auf in ein Gesamtkonzept integrierte Zivilgebäude, Straßen, Parks und Grünflächen in lebenswerte Stadtlandschaften umsetzte.
Olmsted entwarf darüber hinaus individuelle Parks in New Orleans, Watertown und Chicago. Seine erfolgreichen Arbeiten führten zu einer Vielzahl weiterer Aufträge für Schulhöfe, Wohngebäude, State Capitols und auch zu Entwürfen für große Wohngebiete inkl. Straßen und Schulen. Speziell seine Planungen für Städte in der Nähe von Industrieanlagen und Fabriken werden als besonders erwähnenswert angesehen.
In allen seinen Werken behielt John Olmsted stets einen Blick für die natürliche Schönheit des Ortes. Sein Ziel war es sicherzustellen, dass die von ihm entworfenen Städte und öffentlichen Plätze komfortabel und einladend sind. Dafür favorisierte er bescheidene, informelle Strukturen in einer natürlichen Umgebung anstelle von großen und imposanten Bauten.
Im Jahr 1899 war John Olmsted Gründungsmitglied und erster Präsident der American Society of Landscape Architects.

## Ausgewählte Arbeiten
- 1903 – Der Stadtrat von Seattle beauftragte das Unternehmen Olmsted Brothers mit der Entwicklung eines umfassenden Plans für die Parks und Boulevards der Stadt. John Olmsted war der führende Entwickler seiner Firma bei diesem Auftrag und entwarf ein 20 mi (32,19 km) langes System von miteinander verbundenen Parkways, das Parks, Sportplätze, Grünflächen sowie natürliche Seen und Wasserwege miteinander verband.

- 1903 – Grant Park, Atlanta

- 1903 – Washington Park, Portland (Oregon)

- 1905 – Druid Hills, Wohnbezirk in Atlanta

- 1906 – Oregon State University, Masterplan für den Campus in Corvallis sowie Entwurf und Bau von 23 neuen Gebäuden

- 1908 – Bryn Mawr College, Weiterentwicklung des von seinem Vater entwickelten Landschaftsplans sowie Entwicklung eines privaten Gartens und eines kleinen Theaters

- 1909 – Ausstellung auf der Alaska-Yukon-Pacific Exposition World's Fair

- 1909 – Umfassender Plan für die University of Washington

- 1911 – Außenanlagen des Washington State Capitol in Olympia[2]